# A' Mharconaich
A' Mharconaich är ett berg i Storbritannien.   Det ligger i kommunen Highland och riksdelen Skottland, i den norra delen av landet, 600 km norr om huvudstaden London. Toppen på A' Mharconaich är 882 meter över havet, eller 111 meter över den omgivande terrängen. Bredden vid basen är 2,3 km.
Terrängen runt A' Mharconaich är huvudsakligen kuperad. Trakten runt A' Mharconaich är nära nog obefolkad, med mindre än två invånare per kvadratkilometer. Närmaste större samhälle är Kingussie, 16,5 km norr om A' Mharconaich. Omgivningarna runt A' Mharconaich är i huvudsak ett öppet busklandskap.